# Heinrich von Banz
Heinrich von Banz (auch Heinrich von Bantsch, Bancz, Banck und Bank; † 1365/66) war von 1353 bis 1365/66 Bischof von Lebus.

## Leben
Heinrich von Banz entstammte der Breslauer Patrizierfamilie Banz, die seit 1252 im Herzogtum Schlesien nachweisbar ist. 1328 wurde er Kanoniker an der St.-Ägidius-Kirche in Breslau, 1336 Domherr daselbst und 1339 Domherr von Lebus. Weitere Benefizien hatte er als Kanoniker des Stiftes in Glogau. 1346 wurde er Archidiakon von Liegnitz.
Am 7. Januar 1353 wurde er zum Bischof von Lebus berufen. Ab 1354 residierte er in Frankfurt (Oder). Im Konflikt um den Besitz der Städte Drossen und Fürstenfelde, der von seinen Vorgängern jahrzehntelang geführt worden war, konnte er schon 1354 eine Befriedung mit dem Brandenburger Markgrafen, dem Wittelsbacher Ludwig VI. herbeiführen. Die entsprechende Einigung kam mit Hilfe des Glogauer Herzogs Heinrich V. zustande. Während Heinrich die umstrittenen Städte zurückgab und das über Ludwig verhängte Interdikt aufhob, zahlte ihm Markgraf Ludwig eine Entschädigung von 6000 Mark. Danach pflegten beide einen freundschaftlichen Umgang. Heinrich begleitete den Markgrafen, dem er nun als Berater diente, häufig zu Reichstagen und hielt sich mehrfach auf dessen Hof auf. Als Markgraf Ludwig 1362 dem Magdeburger Erzbischof Dietrich von Portitz für die Dauer von drei Jahren die Regierung über die Mark übertrug, zog er auch Heinrich hinzu.
Heinrich, der die Lebuser Ansprüche gegen den polnischen König Kasimir III. behaupten konnte, starb zwischen dem 30. August 1365 und Mitte 1366.